# Opharus ochraceovirida
Opharus ochraceovirida là một loài bướm đêm thuộc phân họ Arctiinae, họ Erebidae.